# Service rapide par bus (Montréal)
Le service rapide par bus (SRB) est le nom donné au bus à haut niveau de service de Montréal. Celui-ci consiste pour l'instant en une unique ligne reliant la ville de Laval à la station Pie-IX du métro de Montréal, en empruntant le boulevard du même nom, depuis le 7 novembre 2022.
Les voies réservées sont empruntées par le circuit Express 439.

## Histoire
La desserte de l'est de l’île de Montréal par les transports collectifs a toujours été au cœur des problématiques municipales, mais toujours d'importance moindre que la desserte du centre-ville. Aussi, le métro de Montréal a étendu sa première ligne vers cette direction cardinale dans les années 1970 selon un axe est-ouest reliant le centre-ville. Les liaisons nord-sud ont été laissées aux autobus, remplaçants des tramways sur le boulevard Pie-IX depuis les années 1940. Exception faite des années 1980, où ces liaisons prirent la forme d'un projet de nouvelle ligne de métro, la ligne 7, qui sera abandonné.

### Autobus Express
En 1990, la société de transport de Montréal (STM), alors nommée société de transport de la communauté urbaine de Montréal (STCUM) établit un service d'autobus express sur un axe nord-sud, la ligne R-505. Roulant, pendant les heures de pointe (6h-10h/15h-19h), à contre-sens du trafic sur des voies réservées au centre du boulevard Pie-IX, le service est fréquenté par plus de 11 000 passagers par jour en pointe. Mais, à la suite d'une cinquième collision mortelle sur la ligne, ce service est supprimé en juin 2002.
Une enquête conclut, en 2005, que le service pourrait être aisément sécurisé, mais les arrondissements traversés souhaitent que les voies réservées deviennent permanentes.

### SRB Pie-IX
S'engage alors une lutte de pouvoir entre la STM et l'agence métropolitaine de transport (AMT) ou exo, dépendante du ministère des Transports du Québec, pour l'implantation d'un véritable service rapide par bus (SRB). Alors que la STM privilégie des voies légèrement surélevées au centre du boulevard et une exploitation par un prestataire privé, L'AMT souhaite des voies réservées en bordure de trottoir, moins coûteuses, et commande une étude.
En février 2009, la ministre des Transports du Québec, Julie Boulet, oblige les agences à coopérer. L'AMT accepte l'implantation centrale des voies du SRB et annonce en décembre de la même année le lancement du projet. La construction est prévue par étapes. Le premier tronçon irait de la station de métro Pie-IX au pont du même nom aux portes de Laval. Le coût de cette section de 8,4 kilomètres est alors estimé à 154 millions de dollars, financés à 75% par le MTQ et à 25% par la STM. Les travaux doivent commencer en 2011 pour se finir en 2013.
En septembre 2010, sous les pressions du maire de Laval, Québec autorise la portion lavalloise de la ligne, estimée à 125 millions de dollars. Été 2011, malgré l'opposition de certains arrondissements, la ville de Montréal lance les travaux dans Montréal-Nord et demande dans la foulée à l'exo d’étudier l'implantation d'un trolleybus sur la ligne.
Ce sont les seuls travaux à se réaliser et, en 2013, la date de complétion du SRB est repoussée à 2018 car la ville souhaite profiter du chantier pour reconstruire entièrement la chaussée du boulevard Pie-IX et ses services (aqueducs, égouts, gaz). Ces travaux d’infrastructures amènent le coût total à 416,3 millions de dollars. De plus, alors que l'AMT s'apprêtait à aller en appel d'offres, un nouveau gouvernement à Québec demande à l'agence de réévaluer la possibilité d'un service électrifié par des trolleybus ou des tramways. L'étude dure deux ans et conclut que le bus présente le rapport coût/efficacité le plus intéressant, l’électrification est écartée pour des raisons esthétiques. La fin du projet est depuis fixée pour 2022, mais le pont entre Laval et Montréal, l'intersection à Jean-Talon, et Bélanger ne devraient être complétés qu'en 2023. La section qui va de Pierre-de-Coubertin et Sainte-Catherine devrait voir le jour d'ici 2030.
Le 17 octobre 2016, la première station de la ligne, Amos, ouvre à l'angle du boulevard Pie-IX et de la rue d'Amos dans Montréal-Nord. Avec cette station prototype, 400 mètres de voies réservées ont été aménagées au centre du boulevard. Si le reste de la ligne est approuvé par le gouvernement en 2017, sa construction débute à l'automne 2018.

## Projets
Les bus à haut niveau de service de Montréal se distingueront des autres lignes de la métropole par des voies exclusivement réservées, une fréquence de passage élevée (aux 2 minutes) et un service offert 24 heures sur 24. Aux intersections, un système de passage prioritaire aux feux permettra aux autobus de gagner du temps.

### SRB Pie-IX
Les autobus circulent dans un corridor de 11 kilomètres de long, au centre du boulevard Pie-IX, isolé des autres voies de circulation et défini par un asphalte de couleur rouge. Au sud de la rue Sherbrooke Est, les voies réservées sont aménagées en rives car la largeur du boulevard est réduite.
Au nord, le terminus se situe sur le boulevard Saint-Martin, à Laval, un stationnement incitatif de 750 places est mis à la disposition des usagers.
Le SRB Pie-IX est parcouru par le circuit Express 439, complété par le circuit 139 en journée et le circuit 355 la nuit, ces deux derniers circulant en dehors des voies réservées.

#### Stations
Les autobus circulant dans le sens du trafic, l'embarquement se fait depuis des quais aménagés de part et d'autre du couloir central leur étant réservé. Les voyageurs ne peuvent pas acheter et valider leur billet sur le quai. Ils doivent le faire soit dans le bus ou dans des stations de métro avant d'embarquer. Les arrêts comporte juste des repose-fesses pour se reposer les jambes en attendant le bus. Le diminutif "SRB" est devant les noms des arrêts pour les différencier de certaines stations de métro.
|  |                         |  | Arrêts                  | Ville/Quartier                       | Correspondances | Prolongements                     |
|  | ----------------------- |  | ----------------------- | ------------------------------------ | --- | --------------------------------- |
|  | Terminus 2              |  | SRB Saint-Martin        | Laval                                | Bus STL, Bus Exo | Ouvert                            |
|  | •                       |  | SRB De la Concorde      | Laval                                | Bus STL, Bus Exo | Ouvert                            |
|  | Terminus 1              |  | SRB D'Amos              | Montréal-Nord                        | Bus 52-Métro Henri-Bourassa O./Saint-François E. (STL) Bus 252-Saint-François O./Henri-Bourassa E. (STL) Bus 25-Terrebonne-Montréal (Exo) Bus 25B-Terrebonne-Montréal (Exo) Bus STM | Ouvert                            |
|  | •                       |  | SRB De Castille         | Montréal-Nord                        | Bus 52-Métro Henri-Bourassa O./Saint-François E.(STL) Bus 252-Saint-François O./Henri-Bourassa E.(STL) Bus STM                                                                      | Ouvert                            |
|  | •                       |  | SRB Fleury              | Montréal-Nord                        | Bus STM | Ouvert                            |
|  | •                       |  | SRB 56e Rue             | Villeray-Saint-Michel-Parc-Extension | Gare Saint-Michel-Montréal-Nord Bus STM | Ouvert                            |
|  | •                       |  | SRB 47e Rue             | Villeray-Saint-Michel-Parc-Extension | Bus STM | Ouvert                            |
|  | •                       |  | SRB 39e Rue             | Villeray-Saint-Michel-Parc-Extension | Bus STM | Ouvert                            |
|  | •                       |  | SRB Robert              | Villeray-Saint-Michel-Parc-Extension | Bus STM | Ouvert                            |
|  | •                       |  | SRB Jarry               | Villeray-Saint-Michel-Parc-Extension | Bus STM | Ouvert                            |
|  | Novembre 2023           |  | SRB Jean-Talon          | Villeray-Saint-Michel-Parc-Extension | Future station de métro Boulevard (Nom provisoire) Bus STM | Ouvert                            |
|  | Novembre 2023           |  | SRB Bélanger            | Rosemont-La Petite-Patrie            | Bus STM | Ouvert                            |
|  | •                       |  | SRB Beaubien            | Rosemont-La Petite-Patrie            | Bus STM | Ouvert                            |
|  | •                       |  | SRB Rosemont            | Rosemont-La Petite-Patrie            | Bus STM | Ouvert                            |
|  | •                       |  | SRB Laurier             | Rosemont-La Petite-Patrie            | Bus STM | Ouvert                            |
|  | •                       |  | SRB Du Mont-Royal       | Rosemont-La Petite-Patrie            | Bus STM | Ouvert                            |
|  | Terminus actuel         |  | SRB Pierre de Coubertin | Mercier-Hochelaga-Maisonneuve        | Station Pie-IX Bus STM | Ouvert (Édicules en construction) |
|  | Été 2027                |  | SRB De Rouen            | Mercier-Hochelaga-Maisonneuve        | Bus STM | En construction                   |
|  | Été 2027                |  | SRB Ontario             | Mercier-Hochelaga-Maisonneuve        | Bus STM | En construction                   |
|  | Été 2027 Terminus futur |  | SRB Sainte-Catherine    | Mercier-Hochelaga-Maisonneuve        | Bus STM | En construction                   |

### SRB Sauvé-Côte Vertu
Le SRB Sauvé-Côte Vertu, d'une longueur de 4,6 kilomètres, devrait s’étendre le long du boulevard de la Côte-Vertu et de la rue Sauvé, de la rue Saint-Hubert au boulevard Marcel-Laurin et relier les stations de métro Côte-Vertu et Sauvé.